# Leknes
Leknes est une localité de Norvège, centre administratif de l'archipel des Lofoten. La population était de 2 647 habitants en 2005.
Leknes possède un aéroport desservi par la compagnie Widerøe.

## Climat
| Mois                                  | jan.     | fév.       | mars     | avril      | mai       | juin    | jui.      | août     | sep.      | oct.    | nov.     | déc.      | année     |
| ------------------------------------- | -------- | ---------- | -------- | ---------- | --------- | ------- | --------- | -------- | --------- | ------- | -------- | --------- | --------- |
| Température minimale moyenne (°C)     | −1,9     | −2,9       | −2,1     | −0,1       | 3,9       | 8,6     | 11,2      | 10       | 7,1       | 3,3     | 0,6      | −0,8      | 3,1       |
| Température moyenne (°C)              | −0,1     | −1         | 0        | 2,2        | 6         | 9,8     | 12,5      | 12,3     | 9,5       | 5,2     | 2,4      | 0,9       | 5         |
| Température maximale moyenne (°C)     | 1,7      | 0,9        | 2        | 4,5        | 8,8       | 11,9    | 15,7      | 14,8     | 11,9      | 7,1     | 4,2      | 2,7       | 7,2       |
| Record de froid (°C) date du record   | −16 1986 | −15,8 2019 | −14 1998 | −11,4 2018 | −5,2 2020 | 0 2005  | 5 1987    | 1,7 2020 | −4 1986   | −8 2003 | −13 2010 | −15 2002  | −16 1986  |
| Record de chaleur (°C) date du record | 10 1993  | 9,1 2019   | 9,6 2016 | 19 2008    | 23 2002   | 25 1999 | 32,4 2002 | 27 2009  | 22,6 2019 | 19 2005 | 13 1993  | 10,6 2016 | 32,4 2002 |
| Précipitations (mm)                   | 98       | 112,3      | 83,2     | 52,4       | 29        | 14,8    | 7,2       | 23,3     | 72,5      | 67,8    | 64,8     | 90,4      | 715,9     |